# Hormizd I.

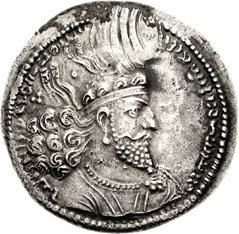
Münze Hormizds I. (mit Krone)

Hormizd I. (persisch هرمز Hormoz [horˈmoz]; † 273), auch Ōrmuzd-i Šāpūr genannt, war ein Sohn Schapurs I. und von 270 (oder 272?) bis 273 Großkönig des Sassanidenreichs.
Bei der Eroberung Armeniens, zu dessen König er wohl um 252 erhoben wurde, erwarb er militärischen Ruhm, was mit ein Grund gewesen sein dürfte, dass ihn sein Vater zum Kronprinzen machte, obwohl Hormizd nur dessen drittältester Sohn war. Auch bei den Kriegszügen seines Vaters gegen die Römer machte er sich verdient und befehligte wohl auch eigene Truppenkontingente. Nach dem Tod Schapurs (wohl eher 270 als 272) folgte er ihm als Großkönig nach. Für diese Rolle scheint er als Kronprinz bereits von Schapur favorisiert gewesen zu sein. Dennoch ist es möglich, dass seine kurze Regierungszeit, über die faktisch kaum etwas bekannt ist, aufgrund eines Umsturzes endete.
Im Bereich der Religionspolitik war er ein Unterstützer des Zoroastrismus. So förderte er auch die Karriere Kartirs. Dennoch verhielt er sich gegenüber Mani und dessen Anhängern tolerant.